# Atletismo nos Jogos Pan-Americanos de 1963 - Lançamento de dardo masculino
A prova do lançamento de dardo masculino nos Jogos Pan-Americanos de 1963 foi realizada em São Paulo, Brasil.

## Medalhistas
| Ouro                           | Prata                               | Bronze                       |
| Dan Studney USA Estados Unidos | Nick Kovalakides USA Estados Unidos | Walter de Almeida BRA Brasil |

## Resultados
| Posição           | Nome              | Nacionalidade      | Marca | Notas |
| ----------------- | ----------------- | ------------------ | ----- | ----- |
| Medalha de ouro   | Dan Studney       | USA Estados Unidos | 75.60 |       |
| Medalha de prata  | Nick Kovalakides  | USA Estados Unidos | 73.71 |       |
| Medalha de bronze | Walter de Almeida | BRA Brasil         | 64.61 |       |
| 4                 | Luis Zárate       | PER Peru           | 64.31 |       |
| 5                 | Orlando Garrido   | BRA Brasil         | 61.16 |       |
| 6                 | Jesús Rodríguez   | VEN Venezuela      | 61.05 |       |
| 7                 | Ricardo Héber     | ARG Argentina      | 60.22 |       |